# Augustin Ehrensvärd
Augustin Ehrensvärd (25. září 1710, Fullerö – 4. října 1772, Saris) byl švédský vojenský architekt a podplukovník dělostřelectva. Jeho životním dílem byl návrh a výstavba vojenské pevnosti Suomenlinna blízko Helsinek. Touto prací jej pověřil švédský král Frederik I.
Kromě architektury se také zabýval malbou, psychologií a botanikou.